# Iurkove, Berezivka
Iurkove (în ucraineană Юркове) este un sat în comuna Berezivka din raionul Berezivka, regiunea Odesa, Ucraina.

## Demografie
Componența lingvistică a localității Iurkove
     Ucraineană (96,32%)
     Rusă (2,45%)
     Alte limbi (0,61%)
Conform recensământului din 2001, majoritatea populației localității Iurkove era vorbitoare de ucraineană (96,32%), existând în minoritate și vorbitori de rusă (2,45%).